# Hysterothylacium gadi
Hysterothylacium gadi är en rundmaskart som först beskrevs av Otto Friedrich Müller 1776.  Hysterothylacium gadi ingår i släktet Hysterothylacium, och familjen Anisakidae. Arten är reproducerande i Sverige.